# 3579 Rockholt
3579 Rockholt eller 1977 YA är en asteroid i huvudbältet som upptäcktes den 18 december 1977 av den ungerske astronomen Miklós Lovas vid Piszkéstető-observatoriet. Den har fått sitt namn efter Ronald Rockholt.
Asteroiden har en diameter på ungefär 7 kilometer.